# Ilybius lateralis
Ilybius lateralis är en skalbaggsart som först beskrevs av Friedrich-August von Gebler 1832.  Ilybius lateralis ingår i släktet Ilybius och familjen dykare. Inga underarter finns listade i Catalogue of Life.